# FC Viikingit
El FC Viikingit es un club de fútbol finés de la ciudad de Vuosaari. Fue fundado en 1965 y juega en la Ykkönen.